# Saint-Michel (Aisne)
Saint-Michel je francouzská obec v departementu Aisne v regionu Hauts-de-France. V roce 2011 zde žilo 3 548 obyvatel. Území obce sousedí s Belgií.
V obci se nachází klášter Abbaye de Saint-Michel s kostelem. Uprostřed obce je křižovatka silnice D 31 se silnicí D 741.

## Sousední obce
Bucilly, Hirson, Martigny, Momignies (Belgie), Watigny

## Vývoj počtu obyvatel
Počet obyvatel 